# Sidi Ziane
Sidi Ziane è un comune dell'Algeria, situato nella provincia di Médéa.